# Írafár
Írafár (pronunciat en islandès, ærafaur) és un grup de música pop-rock islandès. Es va formar el 1998 a la ciutat de Reykjavík. El seu nom significa "neguit".
L'estiu de l'any 2000 Írafár va publicar el seu primer single amb la cançó Hvar er ég? (On sóc?). L'any 2001 el van seguir dos singles més, però no va ser fins a principis de novembre del 2002 quan, després de signar un contracte amb la principal discogràfica islandesa Skífan, Írafár va publicar el primer àlbum: Allt sem ég sé (Tot el que veig). Aquest àlbum ha estat el disc que més ràpidament s'ha venut de la història musical islandesa dels darrers 25 anys. De fet, va aconseguir ser disc de platí, cosa poc habitual al país.
El 2003, Birgitta Haukdal va esdevenir la cantant femenina de pop més famosa d'Islàndia i va ser votada l'Estrella del Pop de l'any i Artista de l'Any.

## Eurovisió
Després que Birgitta Haukdal guanyés la final nacional, la banda va ser escollida per representar la ràdio i televisió pública islandesa al Festival de la Cançó de l'Eurovisió de l'any 2003 a Riga, Letònia amb la cançó Open your heart (Obre el teu cor), originalment titulada Segðu mér allt (Digues-m'ho tot). Finalment, Islàndia va aconseguir la 8a posició.
Haukdal va intentar sense èxit representar de nou Islàndia a l'Eurovisió el 2006 amb la cançó Mynd Af Þér (Imatge de tu).

## Membres
- Birgitta Haukdal Cantant solista
- Sigurður Rúnar Samúelsson Baixista
- Vignir Snær Vigfússon Guitarrista i cantant
- Andri Guðmundsson Pianista
- Jóhann Bachmann Ólafsson Bateria

## Discografia
- 2002 Allt sem ég sé
- 2003 Lag vikunnar
- 2003 Nýtt upphaf
- 2005 Alla tíð
- 2005 Ég missi alla stjórn
- 2005 Írafár
- 2005 Leyndarmál